# 良頓
良頓（りょうとん、1390年（元中7年） - 1464年3月20日（寛正5年2月22日））は、室町時代の浄土宗西山深草派の僧侶。教然良頓（きょうねんりょうとん）とも称される。松平氏一族出身で、西三河における浄土宗の普及に尽力し、西方寺や浄珠院などの複数の寺院の建立や再興を行った。

## 生涯

### 出自と出家
1390年（元中7年）、松平氏2代・松平泰親の長男として生まれ、幼名を徳丸、通称を泰氏殿といった。成長後、變相寺（現・永應寺）の僧・浄俊妙意に師事し、剃髪して教然良頓と名乗った。その後、京都の円福寺（現・妙心寺）で暢意に学び、伝法伝衣を受けた後、三河国に戻り、松平氏菩提寺の法蔵寺の教空龍芸から再び戒律を受けた。

### 寺院の開基と再興
- 浄珠院：上和田の天台宗寺院（旧・大海寺）を浄土宗に改宗し再興した[1]。
- 西方寺：1449年（宝徳元年）、従弟の松平信光の支援を受け、久保田に建立し、その地を隠居所とし開章と命名[3]。
- 清海寺：津平に建立[2]。
- 妙心寺（現・円福寺）：1462年（寛正2年）に岩津で松平信光と共に開山[2]。
- 真浄院：松平親則の母・真浄院桂堂慶樹大姉菩薩のために妙心寺の前に建立[4]。

### 最期
1464年（寛正5年）、西方寺で75歳で没。弟により荼毘に付され、遺骨は妙心寺（現・円福寺）に埋葬され、無縫塔が建立された。

## 事績と評価、関連文化財
- 松平氏の勢力拡大との関係：従兄の松平信光と協力し、足利氏被官大庭氏の支配地との境界まで清海寺や西方寺といった寺院を建立するなど、西三河の国人領主の支配地に寺院の整備を進めた[5]。
- 教学の普及：日課3万声の念仏を実践し、庶民から領主まで広く帰依を受けた[2]。
- 文化財：
  - 木造阿弥陀如来坐像（鎌倉時代、西方寺蔵、幸田町指定文化財）[3]。
  - 教然良頓倚坐像（江戸時代）[6]。